# 馬克·柏斯頓
马克·纳尔逊·帕斯顿（Mark Nelson Paston，1976年12月13日—）是一名新西兰足球运动员。